# Robert Audi
Robert N. Audi (nacido en noviembre de 1941) es un filósofo estadounidense cuyos trabajos principales se han centrado en la epistemología, la ética (especialmente en el intuicionismo ético ), la racionalidad y la teoría de la acción. Es profesor de Filosofía de la Cátedra O'Brien en la Universidad de Notre Dame, y anteriormente ocupó una cátedra en la Escuela de Negocios de la misma universidad. Su libro de 2005, The Good in the Right, actualiza y refuerza el intuicionismo rossiano y desarrolla la epistemología de la ética. También ha escrito importantes obras de filosofía política, particularmente sobre la relación entre la iglesia y el estado. Es expresidente de la Asociación Filosófica Estadounidense y la Sociedad de Filósofos Cristianos.
Las contribuciones de Audi a la epistemología incluyen su defensa del fundacionalismo falibilista. Audi ha expandido su teoría de la justificación a estados no doxásticos, por ejemplo, deseos e intenciones, desarrollando una explicación completa de la racionalidad. Según él un estado mental es racional si está "bien fundado" en una fuente de justificación. La justificación puede provenir directamente de la experiencia (por ejemplo, la percepción) o indirectamente de otros estados mentales que están ellos mismos justificados. La racionalidad es relativa a las experiencias de una persona, por lo que lo que es racional para una persona puede ser irracional para otra. Audi también ha desarrollado una explicación de la autonomía, que él caracteriza como el poder de autogobierno y de aportar razones para dirigir la propia conducta e influir en las actitudes proposicionales de uno. La autoregulación es necesaria pero no suficiente para la autonomía, ya que carece de poder para gobernar por sí misma. La autonomía implica responder a las razones de una forma de principios respaldando compromisos con proyectos y principios prácticos.

## Vida
Audi obtuvo su licenciatura en la Universidad Colgate y su maestría y doctorado en la Universidad de Míchigan. Enseñó inicialmente en la Universidad de Texas en Austin, y luego durante muchos años como Profesor de Filosofía de la Universidad Charles J. Mach en la Universidad de Nebraska, Lincoln antes de trasladarse a la Universidad de Notre Dame como Profesor de Filosofía, Profesor de Gestión y titular de la Cátedra David E. Gallo de Ética. En 2009 dejó vacante la Cátedra Gallo y asumió la cátedra John A. O'Brien. Ha sido también Editor General de la Primera Edición (1995) y la Segunda Edición (1999) del Diccionario de Filosofía de Cambridge. También ha sido editor general de "Lecturas modernas en epistemología", así como de "Lecturas modernas en metafísica". 
En una entrevista para la Brooklyn Friends School de la que fue alumno (año 1959), reveló que su interés por la filosofía venía de su padre, un empresario e inmigrante libanés interesado en la filosofía y la historia. Su madre, doctora en medicina y profesora de la Facultad de Medicina de la Universidad de Nueva York, también fue una influencia. "A ambos les gustaba explicar y comentar cosas', reflexionó Robert, 'y a menudo entretenían a personas del mundo diplomático y de la medicina que discutían sobre política, religión e ideas en general'. Audi fue nombrado miembro de la Academia Estadounidense de Artes y Ciencias en 2018.

## Epistemología
Audi ha defendido una posición que llama " fundacionalismo falibilista ". Piensa que la respuesta fundacionalista es la única opción defendible del argumento de la regresión epistémica. Esto establece que si cada creencia tiene que ser justificada por alguna otra, entonces las únicas opciones son cuatro: regresión infinita, circularidad, detenerse en una creencia que no es conocimiento y detenerse en una creencia básica que en sí misma está justificada. Para él la única alternativa es la cuarta, y entonces si uno tiene conocimiento, tiene conocimiento fundamental. Audi considera que el fundacionalismo se suele considerar infalible. Es decir, normalmente se asocia a la visión de que el conocimiento se fundamenta en creencias básicas axiomáticas y necesariamente verdaderas, y que el resto del conocimiento se deduce de este conjunto de creencias. Audi piensa que el fundacionalismo puede ser falible, en el sentido de que la supraestructura de creencias puede derivarse inductivamente de las creencias básicas y, por lo tanto, puede ser falible. También piensa que las creencias básicas no necesitan ser verdades necesarias, sino que simplemente tener alguna estructura que hace posible la transición epistémica. Por ejemplo, la creencia de que uno está en presencia de un objeto surge causalmente de la percepción visual.

## Racionalidad
La explicación principal de la teoría de la racionalidad de Audi se expone en su libro "La arquitectura de la razón: la estructura y sustancia de la racionalidad". En él desarrolla una explicación completa de la racionalidad que cubre tanto el lado teórico como el práctico de la racionalidad. La racionalidad teórica se refiere a las creencias y tendría como objetivo último la verdad, mientras que la racionalidad práctica cubre los deseos, intenciones y acciones y tendría como objetivo último la bondad.

### Fundamento
La noción de fundamento juega un papel central para la racionalidad: un estado mental es racional si está "bien fundamentado" en una fuente de justificación. Por ejemplo, la experiencia perceptiva de un árbol cuando se mira por la ventana puede fundamentar la creencia de que hay un árbol afuera. Un fundamento puede apoyar psicológicamente un estado mental. Los estados mentales pueden estar respaldados por varios motivos al mismo tiempo. Audi compara este estado mental con un porche sostenido por varios pilares. : 34  Para que un estado mental sea racional, debe estar bien fundamentado, es decir, apoyado en una base adecuada. : 19  Los estados mentales irracionales, por otro lado, carecen de base suficiente.

### Fundamentación y superestructura
Audi apuesta por una forma de fundacionalismo: la idea de que las creencias justificadas, o en su caso, los estados racionales en general, se pueden dividir en dos grupos: el fundamento y la superestructura.{ : 13, 29–31  Los estados mentales de la superestructura reciben su justificación de otros estados mentales racionales, mientras que los estados mentales fundamentales reciben su justificación de una fuente más básica. Estas relaciones dan como resultado una jerarquía: la justificación se transmite desde las fuentes básicas a los estados mentales fundamentales y se transmite desde los estados mentales fundamentales a los estados mentales en la superestructura.  : 16–18  Por ejemplo, la creencia antes mencionada de que hay un árbol afuera es fundamental ya que se basa en una fuente básica: la percepción. Sabiendo que los árboles crecen en el suelo, podemos deducir que hay suelo afuera. Esta creencia es igualmente racional, sustentada en un fundamento adecuado, pero pertenece a la superestructura ya que su racionalidad se fundamenta en la racionalidad de otra creencia. Los deseos, como las creencias, forman parte de una jerarquía: los deseos intrínsecos están en la base, mientras que los deseos instrumentales pertenecen a la superestructura. Para vincular el deseo instrumental con el deseo intrínseco, se necesita un elemento adicional: la creencia de que el cumplimiento del deseo instrumental es un medio para el cumplimiento del deseo intrínseco. El fundacionalismo de Audi es diferente de lo que él denomina "fundacionalismo cartesiano" en el sentido de que toda justificación, incluida la justificación de fuentes básicas, es anulable.  : 20–21  La visión cartesiana, por otro lado, atribuye certeza e infalibilidad a los estados mentales fundamentales.  : 41–43 

### Creencias y deseos
Audi afirma que todas las fuentes básicas que justifican los estados mentales fundamentales provienen de la experiencia. En cuanto a las creencias, hay cuatro tipos de experiencias que actúan como fuentes: percepción, memoria, introspección e intuición racional. La principal fuente básica de la racionalidad de los deseos que, por otro lado, vienen en forma de experiencias hedónicas: la experiencia del placer y el dolor. : 20  Así, por ejemplo, el deseo de comer helado es racional si se basa en experiencias en las que el agente disfrutó del sabor del helado, e irracional si carece de ese apoyo. Debido a su dependencia de la experiencia, la racionalidad puede definirse como una especie de respuesta a la experiencia.  : 21 

### Comportamiento
Las acciones, a diferencia de las creencias y los deseos, no tienen una fuente de justificación propia. Su racionalidad se basa en cambio en la racionalidad de otros estados: en la racionalidad de las creencias y los deseos. Los deseos motivan acciones. En este caso se necesitan creencias, como en el caso de los deseos instrumentales, para cerrar una brecha y vincular dos elementos. : 62  El vínculo necesario es que la ejecución de la acción contribuya al cumplimiento del deseo. Así, por ejemplo, el deseo intrínseco de helado puede motivar a una persona a realizar la acción de ir al congelador a buscarlo. Pero además se necesita una creencia: que el congelador contiene helado. La racionalidad de la acción depende de la racionalidad tanto del deseo como de la creencia. Si no hay una buena razón para creer que el congelador contiene helado, la creencia es irracional. Las creencias irracionales no pueden transmitir justificación, por lo que la acción también sería irracional.

### Personas
Audi distingue la racionalidad focal de los estados mentales individuales de la racionalidad global de las personas. La racionalidad global tiene un estatus derivado: depende de la racionalidad focal. O más precisamente: "La racionalidad global se alcanza cuando una persona tiene un sistema suficientemente integrado de actitudes proposicionales, emociones y acciones suficientemente fundamentadas". : 232  Esto permite cierto número de actitudes irracionales: la racionalidad global no requiere una racionalidad perfecta.

### Verdad y relatividad
El que una creencia sea racional no implica que sea verdad. Este es el caso, por ejemplo, de cuando las experiencias que actúan como fuente de una creencia son ilusorias sin que el sujeto sea consciente de ello. En tales casos, es racional tener una creencia falsa y sería irracional tener una creencia verdadera.
La racionalidad es relativa en el sentido de que depende de la experiencia de la persona en cuestión. Dado que diferentes personas experimentan diferentes experiencias, lo que es racional para una persona puede ser irracional para otra persona.

### Crítica
Gilbert Harman ha criticado la explicación de la racionalidad de Audi debido a su dependencia de la experiencia como fuente última de justificación. Como señala, nuestra experiencia en cualquier momento es muy limitada en comparación con todas las creencias inconscientes que llevamos con nosotros todo el tiempo: creencias sobre el significado de las palabras, conocimientos, fechas históricas, etc. Entonces, nuestra experiencia en cualquier momento solo puede justificar un número muy pequeño de las creencias que tenemos. Esto significaría que la gran mayoría de nuestras creencias son irracionales la mayor parte del tiempo. Esta aparente consecuencia del relato de Audi se opone a la visión de sentido común de que la mayoría de las personas son racionales la mayor parte del tiempo.

## Autonomía
Robert Audi caracteriza la autonomía como el poder de aportar razones para dirigir la propia conducta e influir en las actitudes proposicionales. : 211–2  Tradicionalmente, la autonomía solo se ocupa de cuestiones prácticas. Pero, como sugiere la definición de Audi, la autonomía puede aplicarse para responder a razones en general, no solo a razones prácticas. 
La autonomía está estrechamente relacionada con la libertad, pero las dos pueden separarse. Un ejemplo sería un preso político que se ve obligado a hacer una declaración favorable a sus oponentes para asegurarse de que sus seres queridos no resulten perjudicados. Como señala Audi, el preso carece de libertad pero tiene autonomía ya que su declaración, aunque no refleja sus ideales políticos, seguiría siendo una expresión de su compromiso con sus seres queridos. : 249 

### Autorregulación
La autonomía se equipara a menudo con la autorregulación en la tradición kantiana. La autorregulación puede interpretarse en el sentido de que establece leyes o principios que deben seguirse. Audi está de acuerdo con esta escuela en el sentido de que deberíamos aportar razones basadas en principios. Responder a razones por mero capricho todavía puede considerarse un comportamiento libre pero no autónomo. : 249, 257  El compromiso con los principios y proyectos, en cambio, proporciona a los agentes autónomos una identidad en el tiempo y les da un sentido del tipo de personas que quieren ser. Pero la autonomía es neutral en cuanto a qué principios o proyectos respalda el agente. Entonces, diferentes agentes autónomos pueden seguir principios muy diferentes.  : 258 

### Autogobierno
Pero, como apunta Audi, la autorregulación no es suficiente para la autonomía, ya que las leyes que no tienen ningún impacto práctico no constituyen autonomía. : 247–8  Es necesaria alguna forma de fuerza motivacional o poder ejecutivo para pasar de la mera autorregulación al autogobierno. Esta motivación puede ser inherente al propio juicio práctico correspondiente, una posición conocida como internalismo motivacional, o se puede llegar al juicio práctico externamente en forma de algún deseo independiente del juicio, como sostiene el externalismo motivacional.  : 251–2 

### Razones
En la tradición humeana, los deseos intrínsecos son las razones a las que el agente autónomo debe responder. Esta teoría se llama instrumentalismo. Dada esta perspectiva, la autonomía sería la "capacidad de subordinar la conducta de uno mismo a sus deseos más fuertes"  : 259  con el objetivo de satisfacer tantos deseos como sea posible. Uno de los problemas del instrumentalismo es que carece de recursos para distinguir entre deseos intrínsecos buenos y malos. Por ejemplo, si alguien se encuentra con un deseo intrínseco de lastimar a otros, el instrumentalismo recomienda que intente hacerlo de la manera más eficiente posible. Audi sugiere que deberíamos adoptar una posición conocida como objetivismo axiológico para evitar esta conclusión contradictoria.  : 261ff  La idea central de esta perspectiva es que los valores objetivos, y no los deseos subjetivos, son las fuentes de la normatividad y, por lo tanto, determinan lo que debemos hacer. La razón puede, mediante la reflexión racional, llegar a ideales de conducta a la luz de estos valores objetivos, por ejemplo, para promover el placer e impedir el dolor en uno mismo y en los demás. La persona autónoma respaldaría los ideales que ha encontrado y los materializaría en su comportamiento.  : 262